# مارک وبر (هنرپیشه)
مارک وبر (انگلیسی: Mark Webber؛ زادهٔ ۱۹ ژوئیهٔ ۱۹۸۰) یک هنرپیشه، و کارگردان اهل ایالات متحده آمریکا است. وی از سال ۱۹۹۸ میلادی تاکنون مشغول فعالیت بوده است.
از فیلم‌ها یا برنامه‌های تلویزیونی که وی در آن نقش داشته است می‌توان به گل‌های پژمرده، مردمی که من می‌شناسم، گرمترین ایالت، کندذهن‌ها، روز برفی، هشدار شلیک، از آن پس، پروژه لارامی و روان‌پزشک اشاره کرد.